# 맬리스 (영화)
《맬리스》(영어: Malice)는 미국에서 제작된 해럴드 베커 감독의 1993년 네오누아르 스릴러 영화 영화이다. 앨릭 볼드윈, 니콜 키드먼, 빌 풀먼 등이 출연하였고, 레이철 페퍼 등이 제작에 참여하였다. 1997년 KBS2에서 알렉 볼드윈의 침입자로 방영되었다.

## 출연진
- 앨릭 볼드윈
- 니콜 키드먼
- 빌 풀먼
- 비비 뉴워스
- 앤 밴크로프트
- 피터 갤러거
- 조지프 서머
- 조지 C. 스콧
- 토빈 벨
- 데브라 패런티노
- 귀네스 팰트로
- 브렌다 스트롱
- 앤 큐색
- 조슈아 멀리나

## 기타 제작진
- 배역: 낸시 클로퍼
- 미술: 필립 해리슨
- 의상: 마이클 캐플런

## 우리말 녹음
| KBS 성우진 (1996년 2월 10일) - 박기량 - 제드(앨릭 볼드윈) - 정미숙 - 트레이시(니콜 키드먼) - 이호인 - 앤디(빌 풀먼) - 임종국 - 이완호 - 이선영 - 트레이시의 어머니(앤 밴크로프트) - 최옥희 - 성병숙 - 유영환 - 김영민 - 김정주 - 김순영 - 오인성 | SBS 성우진 (1999년 4월 9일) - 박기량 - 제드(앨릭 볼드윈) - 윤소라 - 트레이시(니콜 키드먼) - 유동현 - 앤디(빌 풀먼) - 최흘 - 박상일 - 강연숙 - 김환진 - 이종구 - 최문자 - 박규웅 - 함수정 - 최향윤 - 김영진 - 이용순 |  |

## 참고 문헌
- Hardy, Phil (1997). 《The BFI Companion to Crime》. University of California Press. ISBN 978-0-520-21538-2.